# ريكاردو ألامو
ريكاردو ألامو (بالإسبانية: Ricardo Álamo) (و. 1970  م) هو ممثل، وعارض، وممثل تلفزي فنزويلي، ولد في كاراكاس.

## وصلات خارجية
- ريكاردو ألامو على موقع IMDb (الإنجليزية)
- ريكاردو ألامو على موقع ألو سيني (الفرنسية)
- ريكاردو ألامو على موقع كينوبويسك (الروسية)

- ريكاردو ألامو في قاعدة بيانات الأفلام على الإنترنت